# یورگی لوئیز دوس سانتوس
یورگی لوئیز دوس سانتوس (به پرتغالی: Jorge Luís dos Santos) مهاجم اهل برزیل است که در شهر Palhoça و در تاریخ ۲۳ آوریل ۱۹۷۲ به دنیا آمده‌است.
یورگی لوئیز دوس سانتوس در تیم‌های فوتبال Avaí سابقهٔ حضور دارد.